# Verein für Leibesübungen von 1899 1999-2000
Questa voce raccoglie le informazioni riguardanti il Verein für Leibesübungen von 1899 nelle competizioni ufficiali della stagione 1999-2000.

## Stagione
Nella stagione 1999-2000 l'Osnabrück, allenato da Lothar Gans, concluse il campionato di Regionalliga nord al 1º posto, vinse gli spareggi promozione con l'Union Berlino e fu promosso in 2. Bundesliga. In Coppa di Germania l'Osnabrück fu eliminato al primo turno dall'Energie Cottbus.

## Rosa
| N. |                     | Ruolo | Calciatore         |
| -- | ------------------- | ----- | ------------------ |
| 3  | Germania (bandiera) | D     | Matthias Rose      |
| 16 | Germania (bandiera) | D     | Matthias Plump     |
| 21 | Germania (bandiera) | C     | Artur Zimmermann   |
| 23 | Germania (bandiera) | C     | Dennis Weiland     |
|    | Germania (bandiera) | P     | Uwe Brunn          |
|    | Germania (bandiera) | P     | Manuel Greil       |
|    | Germania (bandiera) | D     | Günther Baerhausen |
|    | Germania (bandiera) | D     | Marc Bury          |
|    | Germania (bandiera) | D     | Nils Hörmeyer      |
|    | Germania (bandiera) | D     | Marko Kück         |
|    | Turchia (bandiera)  | D     | Hasan Vural        |
|    | Germania (bandiera) | D     | Kay Wenschlag      |
|    | Ghana (bandiera)    | C     | Jonathan Akonnor   |

| N. |                        | Ruolo | Calciatore        |
| -- | ---------------------- | ----- | ----------------- |
|    | Stati Uniti (bandiera) | C     | Joe Enochs        |
|    | Germania (bandiera)    | C     | Sebastian Lodter  |
|    | Germania (bandiera)    | C     | Lars Schiersand   |
|    | Germania (bandiera)    | C     | Wolfgang Schütte  |
|    | Germania (bandiera)    | C     | Guido Spork       |
|    | Germania (bandiera)    | A     | Christian Claaßen |
|    | Turchia (bandiera)     | A     | Cem Efe           |
|    | Germania (bandiera)    | A     | Uwe Hartenberger  |
|    | Germania (bandiera)    | A     | Jens Hülsmann     |
|    | Germania (bandiera)    | A     | Jacek Janiak      |
|    | Germania (bandiera)    | A     | Michael Müller    |
|    | Germania (bandiera)    | A     | Daniel Thioune    |
|    | Germania (bandiera)    | A     | Marco Toppmöller  |

## Organigramma societario
Area tecnica
- Allenatore: Lothar Gans
- Allenatore in seconda: Klaus Baumanns
- Preparatore dei portieri:
- Preparatori atletici:
- Analisi video:

## Calciomercato

### Sessione estiva
| Acquisti | Acquisti     | Acquisti    | Acquisti |
| R.       | Nome         | da          | Modalità |
| -------- | ------------ | ----------- | -------- |
| D        | Hasan Vural  | Antalyaspor |          |
| A        | Cem Efe      | Meppen      |          |
| P        | Manuel Greil | Verl        |          |
| D        | Marko Kück   | Amburgo II  |          |
| C        | Guido Spork  | Meppen      |          |

| Cessioni | Cessioni           | Cessioni        | Cessioni |
| R.       | Nome               | a               | Modalità |
| -------- | ------------------ | --------------- | -------- |
| A        | Markus Wulftange   | Bornaer SV      |          |
| C        | Aaran Lines        | NZL Knights     |          |
| C        | Martin Przondziono | Preußen Münster |          |
| P        | Stephan Quatmann   | Osnabrück II    |          |

### Sessione invernale
| Acquisti | Acquisti         | Acquisti         | Acquisti |
| R.       | Nome             | da               | Modalità |
| -------- | ---------------- | ---------------- | -------- |
| D        | Matthias Plump   | Werder Brema II  |          |
| A        | Marco Toppmöller | Salmrohr         |          |
| C        | Dennis Weiland   | Arminia Hannover |          |

| Cessioni | Cessioni           | Cessioni           | Cessioni |
| R.       | Nome               | a                  | Modalità |
| -------- | ------------------ | ------------------ | -------- |
| D        | Frank Claaßen      | SV Wilhelmshaven   |          |
| C        | Sehrudin Kavazovic | Budućnost Banovići |          |

## Risultati

### Regionalliga nord

#### Girone di andata
| 4 agosto 1999, ore 20:00 CEST 1ª giornata | Osnabrück | 3 – 2 | Eintracht Nordhorn |  |

| 8 agosto 1999, ore 15:00 CEST 2ª giornata | St. Pauli II | 0 – 3 | Osnabrück |  |

| 13 agosto 1999, ore 20:00 CEST 3ª giornata | Osnabrück | 1 – 0 | TuS Celle |  |

| 22 agosto 1999, ore 19:00 CEST 4ª giornata | Eintracht Braunschweig | 1 – 1 | Osnabrück |  |

| 29 agosto 1999, ore 18:00 CEST 5ª giornata | Osnabrück | 3 – 1 | Arminia Hannover |  |

| 4 settembre 1999, ore 14:30 CEST 6ª giornata | Göttingen | 1 – 5 | Osnabrück |  |

| 11 settembre 1999, ore 14:30 CEST 7ª giornata | Lüneburger | 3 – 1 | Osnabrück |  |

| 17 settembre 1999, ore 20:00 CEST 8ª giornata | Osnabrück | 3 – 0 | Meppen |  |

| 26 settembre 1999, ore 15:00 CEST 9ª giornata | Bremerhaven FC | 1 – 4 | Osnabrück |  |

| 1º ottobre 1999, ore 20:00 CEST 10ª giornata | Osnabrück | 2 – 2 | Norderstedt |  |

| 9 ottobre 1999, ore 14:30 CEST 11ª giornata | Amburgo II | 2 – 3 | Osnabrück |  |

| 15 ottobre 1999, ore 20:00 CEST 12ª giornata | Osnabrück | 3 – 0 | Holstein Kiel |  |

| 23 ottobre 1999, ore 14:30 CEST 13ª giornata | Werder Brema II | 4 – 2 | Osnabrück |  |

| 31 ottobre 1999, ore 18:00 CEST 14ª giornata | Osnabrück | 2 – 0 | Cloppenburg |  |

| 6 novembre 1999, ore 14:30 CET 15ª giornata | Lubecca | 0 – 1 | Osnabrück |  |

| 12 novembre 1999, ore 20:00 CET 16ª giornata | Osnabrück | 3 – 0 | Oldenburg |  |

| 19 novembre 1999, ore 20:00 CET 17ª giornata | Wilhelmshaven | 0 – 0 | Osnabrück |  |

#### Girone di ritorno
| 27 novembre 1999, ore 14:00 CET 18ª giornata | Eintracht Nordhorn | 2 – 2 | Osnabrück |  |

| 3 dicembre 1999, ore 20:00 CET 19ª giornata | Osnabrück | 3 – 1 | St. Pauli II |  |

| 30 gennaio 2000, ore 18:00 CET 20ª giornata | TuS Celle | 0 – 1 | Osnabrück |  |

| 4 febbraio 2000, ore 20:00 CET 21ª giornata | Osnabrück | 0 – 1 | Eintracht Braunschweig |  |

| 12 febbraio 2000, ore 14:00 CET 22ª giornata | Arminia Hannover | 1 – 1 | Osnabrück |  |

| 7 aprile 2000, ore 19:00 CEST 23ª giornata | Osnabrück | 2 – 0 | Göttingen |  |

| 27 febbraio 2000, ore 15:00 CET 24ª giornata | Osnabrück | 3 – 2 | Lüneburger |  |

| 20 aprile 2000, ore 19:30 CEST 25ª giornata | Meppen | 2 – 2 | Osnabrück |  |

| 10 marzo 2000, ore 20:00 CET 26ª giornata | Osnabrück | 3 – 0 | Bremerhaven FC |  |

| 18 marzo 2000, ore 14:00 CET 27ª giornata | Norderstedt | 0 – 2 | Osnabrück |  |

| 24 marzo 2000, ore 20:00 CET 28ª giornata | Osnabrück | 2 – 1 | Amburgo II |  |

| 31 marzo 2000, ore 19:30 CEST 29ª giornata | Holstein Kiel | 0 – 1 | Osnabrück |  |

| 14 aprile 2000, ore 20:00 CEST 30ª giornata | Osnabrück | 2 – 1 | Werder Brema II |  |

| 29 aprile 2000, ore 14:30 CEST 31ª giornata | Cloppenburg | 3 – 4 | Osnabrück |  |

| 5 maggio 2000, ore 20:00 CEST 32ª giornata | Osnabrück | 0 – 2 | Lubecca |  |

| 13 maggio 2000, ore 14:30 CEST 33ª giornata | Oldenburg | 0 – 0 | Osnabrück |  |

| 20 maggio 2000, ore 14:00 CEST 34ª giornata | Osnabrück | 1 – 1 | Wilhelmshaven |  |

### Spareggio promozione intergirone
| Arbitro: | Berg |

|                 |           |             |
| Preiksaitis 68’ | Marcatori | 43’ Schütte |

| Arbitro: | Aust |

|                                                                                 |                      |                                                                             |
| Claaßen 44’                                                                     | Marcatori            | 12’ Härtel                                                                  |
| Weiland Claaßen Schiersand Vural Janiak Enochs Schütte Spork Hartenberger Brunn | Tiri di rigore 8 – 7 | Zechner Balcárek Preiksaitis Nikol Koilov Persich Okeke Härtel Menze Wehner |

### Coppa di Germania
| Arbitro: | Margenberg |

|  |           |                |
|  | Marcatori | 89’ Wawrzyczek |

## Statistiche

### Statistiche di squadra
| Competizione                     | Punti | In casa | In casa | In casa | In casa | In casa | In casa | In trasferta | In trasferta | In trasferta | In trasferta | In trasferta | In trasferta | Totale | Totale | Totale | Totale | Totale | Totale | DR  |
| Competizione                     | Punti | G       | V       | N       | P       | Gf      | Gs      | G            | V            | N            | P            | Gf           | Gs           | G      | V      | N      | P      | Gf     | Gs     | DR  |
| -------------------------------- | ----- | ------- | ------- | ------- | ------- | ------- | ------- | ------------ | ------------ | ------------ | ------------ | ------------ | ------------ | ------ | ------ | ------ | ------ | ------ | ------ | --- |
| Regionalliga nord                | 74    | 17      | 13      | 2       | 2       | 36      | 14      | 17           | 9            | 6            | 2            | 33           | 20           | 34     | 22     | 8      | 4      | 69     | 34     | +35 |
| Spareggio promozione intergirone | -     | 1       | 0       | 1       | 0       | 1       | 1       | 1            | 0            | 1            | 0            | 1            | 1            | 2      | 0      | 2      | 0      | 2      | 2      | 0   |
| Coppa di Germania                | -     | 1       | 0       | 0       | 1       | 0       | 1       | 0            | 0            | 0            | 0            | 0            | 0            | 1      | 0      | 0      | 1      | 0      | 1      | -1  |
| Totale                           | 74    | 19      | 13      | 3       | 3       | 37      | 16      | 18           | 9            | 7            | 2            | 34           | 21           | 37     | 22     | 10     | 5      | 71     | 37     | +34 |

### Andamento in campionato
| Giornata  | 1 | 2 | 3 | 4 | 5 | 6 | 7 | 8 | 9 | 10 | 11 | 12 | 13 | 14 | 15 | 16 | 17 | 18 | 19 | 20 | 21 | 22 | 23 | 24 | 25 | 26 | 27 | 28 | 29 | 30 | 31 | 32 | 33 | 34 |
| --------- | - | - | - | - | - | - | - | - | - | -- | -- | -- | -- | -- | -- | -- | -- | -- | -- | -- | -- | -- | -- | -- | -- | -- | -- | -- | -- | -- | -- | -- | -- | -- |
| Luogo     | C | T | C | T | C | T | T | C | T | C  | T  | C  | T  | C  | T  | C  | T  | T  | C  | T  | C  | T  | C  | C  | T  | C  | T  | C  | T  | C  | T  | C  | T  | C  |
| Risultato | V | V | V | N | V | V | P | V | V | N  | V  | V  | P  | V  | V  | V  | N  | N  | V  | V  | P  | N  | V  | V  | N  | V  | V  | V  | V  | V  | V  | P  | N  | N  |
| Posizione | 3 | 1 | 1 | 1 | 1 | 1 | 1 | 1 | 1 | 1  | 1  | 1  | 1  | 1  | 1  | 1  | 1  | 1  | 1  | 1  | 1  | 1  | 1  | 1  | 1  | 1  | 1  | 1  | 1  | 1  | 1  | 1  | 1  | 1  |

Legenda:

Luogo: C = Casa; T = Trasferta. Risultato: V = Vittoria; N = Pareggio; P = Sconfitta.

### Statistiche dei giocatori
| Giocatore       | Spareggio | Spareggio | Spareggio   | Spareggio  | Coppa di Germania | Coppa di Germania | Coppa di Germania | Coppa di Germania | Totale   | Totale | Totale      | Totale     |
| Giocatore       | Presenze  | Reti      | Ammonizioni | Espulsioni | Presenze          | Reti              | Ammonizioni       | Espulsioni        | Presenze | Reti   | Ammonizioni | Espulsioni |
| --------------- | --------- | --------- | ----------- | ---------- | ----------------- | ----------------- | ----------------- | ----------------- | -------- | ------ | ----------- | ---------- |
| J. Akonnor      | 0         | 0         | 0           | 0          | 1                 | 0                 | 0                 | 0                 | 1        | 0      | 0           | 0          |
| G. Baerhausen   | 0         | 0         | 0           | 0          | 0                 | 0                 | 0                 | 0                 | 0        | 0      | 0           | 0          |
| U. Brunn        | 2         | 0         | 0           | 0          | 1                 | 0                 | 0                 | 0                 | 3        | 0      | 0           | 0          |
| M. Bury         | 1         | 0         | 0           | 0          | 1                 | 0                 | 0                 | 0                 | 2        | 0      | 0           | 0          |
| C. Claaßen      | 2         | 1         | 0           | 0          | 1                 | 0                 | 0                 | 0                 | 3        | 1      | 0           | 0          |
| F. Claaßen      | 0         | 0         | 0           | 0          | 1                 | 0                 | 0                 | 0                 | 1        | 0      | 0           | 0          |
| C. Efe          | 0         | 0         | 0           | 0          | 0                 | 0                 | 0                 | 0                 | 0        | 0      | 0           | 0          |
| J. Enochs       | 2         | 0         | 0           | 0          | 1                 | 0                 | 0                 | 0                 | 3        | 0      | 0           | 0          |
| M. Greil        | 0         | 0         | 0           | 0          | 0                 | 0                 | 0                 | 0                 | 0        | 0      | 0           | 0          |
| U. Hartenberger | 2         | 0         | 1           | 0          | 0                 | 0                 | 0                 | 0                 | 2        | 0      | 1           | 0          |
| N. Hörmeyer     | 0         | 0         | 0           | 0          | 0                 | 0                 | 0                 | 0                 | 0        | 0      | 0           | 0          |
| J. Hülsmann     | 0         | 0         | 0           | 0          | 0                 | 0                 | 0                 | 0                 | 0        | 0      | 0           | 0          |
| J. Janiak       | 2         | 0         | 0           | 0          | 1                 | 0                 | 0                 | 0                 | 3        | 0      | 0           | 0          |
| M. Kück         | 0         | 0         | 0           | 0          | 1                 | 0                 | 0                 | 0                 | 1        | 0      | 0           | 0          |
| S. Lodter       | 2         | 0         | 0           | 0          | 0                 | 0                 | 0                 | 0                 | 2        | 0      | 0           | 0          |
| M. Müller       | 2         | 0         | 1           | 0          | 1                 | 0                 | 0                 | 0                 | 3        | 0      | 1           | 0          |
| M. Plump        | 0         | 0         | 0           | 0          | 0                 | 0                 | 0                 | 0                 | 0        | 0      | 0           | 0          |
| M. Rose         | 2         | 0         | 0           | 1          | 1                 | 0                 | 0                 | 0                 | 3        | 0      | 0           | 1          |
| L. Schiersand   | 2         | 0         | 1           | 0          | 1                 | 0                 | 0                 | 0                 | 3        | 0      | 1           | 0          |
| W. Schütte      | 2         | 1         | 1           | 0          | 1                 | 0                 | 0                 | 0                 | 3        | 1      | 1           | 0          |
| G. Spork        | 2         | 0         | 1           | 0          | 0                 | 0                 | 0                 | 0                 | 2        | 0      | 1           | 0          |
| D. Thioune      | 0         | 0         | 0           | 0          | 1                 | 0                 | 0                 | 0                 | 1        | 0      | 0           | 0          |
| M. Toppmöller   | 0         | 0         | 0           | 0          | 0                 | 0                 | 0                 | 0                 | 0        | 0      | 0           | 0          |
| H. Vural        | 2         | 0         | 0           | 0          | 0                 | 0                 | 0                 | 0                 | 2        | 0      | 0           | 0          |
| D. Weiland      | 2         | 0         | 0           | 0          | 0                 | 0                 | 0                 | 0                 | 2        | 0      | 0           | 0          |
| K. Wenschlag    | 0         | 0         | 0           | 0          | 0                 | 0                 | 0                 | 0                 | 0        | 0      | 0           | 0          |
| A. Zimmermann   | 0         | 0         | 0           | 0          | 0                 | 0                 | 0                 | 0                 | 0        | 0      | 0           | 0          |